# پایگاه شکاری لوئیس-مک‌کرود
پایگاه شکاری لوئیس-مک‌کرود (به انگلیسی: Joint Base Lewis-McChord) یک فرودگاه است . این فرودگاه در شهر تاکوما (واشینگتن) کشور ایالات متحده آمریکا قرار دارد .